# Rævebogen
En Ræffue Bog eller på nudansk Rævebogen, oversat fra tysk Reineke Fuchs af Herman Weigere og udgivet i 1555, omtales ofte som en af de første danske børnebøger. Selvom bogen ikke primært var henvendt til børn, ved man, at den også har haft børn som læsere. Bogen indeholder en samling fortællinger om ræven, Kong Løve, og andre dyr; fortællinger som har deres rødder i tidlige folkefortællinger, der første gang blev samlet af flamske magister Nivardus omkring 1150, i den latinske Ysengrimus, på dansk Ulvebogen.
Fortællingerne har med deres slet skjulte samfundssatire (specielt rettet mod adelen og kirken), og ved at sætte ræven i rollen som den snu underhund, som dog til sidst vinder, sat deres præg på den danske kulturhistorie, og er blevet oversat og nydigtet i adskillige udgivelser i løbet af de sidste 500 år. Blandt andet udgav Adam Oehlenschläger i 1816 Reineke Foss, som var en oversættelse af den tyske Reineke Fuchs, og som i 1848 blev genudgivet under den nok så kendte titel Mikkel Ræv. Det er dog ikke denne udgave som har haft den største betydning.
I 1827 udgav Frederik Schaldemose for egen regning under samme titel sin oversættelse af den tyske gendigtning Reineke Foss ved August Heinrich Hoffmann von Fallersleben (kendt som forfatter af nationaldigtet Deutschland über Alles).
Senest i 1947 udkom Christian Dahlerup Kochs Den gode gamle Rævebog, som er en genfortælling henvendt til børn, og som vel i dag er den mest kendte udgave i den brede befolkning.

## Eksterne kilder og supplerende læsning
- "En Ræffue Bog". Historien om børnelitteratur. lex.dk. Hentet 19. december 2014.
- Reveboken - En Ræffue Bog - Reineke rev Arkiveret 19. december 2014 hos  Wayback Machine Skramstad (Norsk), læst 19. december 2014.